# Popolni odboj
Popólni odbòj ali totálni odbòj je optični pojav, pri katerem se vpadni žarek na meji med optično gostejšim in optično redkejšim sredstvom v celoti odbije, če je vpadni kot večji od mejnega kota.
Lomni zakon velja tako za prehod svetlobe iz optično redkejše v optično gostejšo snov kot tudi obratno, iz optično gostejše v optično redkejšo snov. V drugem primeru se lahko hitro prepriča, da enačba lomnega zakona nima rešitve za vpadne kote, večje od mejnega kota θ0:
{\displaystyle \theta _{0}={\textrm {arc}}\,\sin {\frac {n_{2}}{n_{1}}}\!\,.}
Kadar je vpadni kot večji od mejnega (θ1 > θ0), ne pride do loma, in svetloba se v celoti odbije skladno z odbojnim zakonom nazaj v snov 1.
Ta značilnost snovi na primer omogoča rabo optičnih vlaken in prizmatičnih binokularjev. Zaradi popolnega odboja imajo diamanti značilen sijaj, saj je lomni količnik diamanta zelo velik (2,4), mejni kot pa majhen (θ0 = 24,6°).
Z refraktometrom se meri mejni kot, od koder se lahko izračuna neznani lomni količnik optično redkejše snovi.

## Evanescentno valovanje
S postopki valovne optike se da pokazati, da tudi pri popolnem odboju del vpadlega elektromagnetnega valovanja prodre v optično redkejše sredstvo. To evanescentno valovanje z razdaljo eksponentno pojema:
{\displaystyle E(x)=E_{0}e^{-x/d}\!\,.}
Pri tem je vdorna globina d odvisna od valovne dolžine λ, lomnih količnikov n1 in n2, kot tudi od vpadnega kota θ:
{\displaystyle d={\frac {\lambda }{2\pi n_{1}{\sqrt {\sin ^{2}\theta -\left({\frac {n_{2}}{n_{1}}}\right)^{2}}}}}\!\,.}
Evanescentno valovanje potuje vzdolž meje med dvema snovema, kar vodi do majhnega premika Goos-Hänchenove. V valovanju se v povprečju pravokotno na mejo snovi energija ne bo prenašala.

## Zgledi iz vsakdanjega življenja
Popolni odboj se lahko opazuje med plavanjem. Če se z enim očesom pogleda malo nad gladino, in, če je voda mirna, bo njena površina delovala kot zrcalo.